# Château de Draëck
Le château de Draëck est situé sur la commune de Zutkerque dans le Pas-de-Calais.

## Histoire
Marie-Cécile-Charlotte de Laurétan devient baronne de Draëck le 6 août 1771 par son mariage avec Lamoral de Draëck, de 20 ans son ainé. Passionnée par la chasse et la vénerie, l'on dit qu'avec sa meute elle a tué 767 loups en forêt d'Éperlecques.
Ce tableau de chasse lui a valu les surnoms de « la Dame aux loups », « la Diane de Brédenarde » ou encore « la grande louvetière du Pas-de-Calais ».